# Lima, Quận Sheboygan, Wisconsin
Lima là một thị trấn thuộc quận Sheboygan, tiểu bang Wisconsin, Hoa Kỳ. Năm 2010, dân số của thị trấn này là 2.888 người.